# Amesville, Ohio
Amesville là một làng thuộc quận Athens, tiểu bang Ohio, Hoa Kỳ. Năm 2010, dân số của làng này là 154 người.

## Dân số
- Dân số năm 2000: 184 người.
- Dân số năm 2010: 154 người.